# Andro Alujevič
Andro Alujevič, slovenski inženir strojništva, * 17. april 1939, Ljubljana.

## Življenje in delo
Po diplomi 1961 na ljubljanski Strojni fakulteti je na Fakulteti za naravoslovje in tehnologijo 1963 opravil specializacijo iz jedrske tehnike, doktoriral pa je 1973 v Londonu. Leta 1973 se je zaposlil na Višji tehniški šoli v Mariboru, predhodnici današnje Fakultete za elektorotehniko, računalništvo in informatiko, od 1981 kot redni profesor, hkrati pa je bil še raziskovalni svetnik na Institutu "Jožef Stefan" v Ljubljani. Njegovo ožje področje delovanja sta jedrska energetika in termoelastna plastičnost. Sodeloval je na posvetovanjih tako doma kot tudi v tujini in je avtor številnih znanstvenih objav v domačih in tujih knjigah ter revijah. Napisal je tudi več učbenikov.